# Bandiera dell'Irlanda
La bandiera d'Irlanda è un tricolore composto da tre bande verticali di uguali dimensioni: verde (lato dell'asta), bianco e arancione, ed è la bandiera nazionale della Repubblica d'Irlanda, oltre che l'unica bandiera riconosciuta dalle comunità nazionaliste dell'Irlanda del Nord. La sua descrizione ufficiale è contenuta nella costituzione irlandese, che sancisce semplicemente all'art. 7:
È molto simile alla bandiera italiana e, soprattutto, alla bandiera della Costa d'Avorio, dalla quale si differenzia soltanto per la disposizione invertita dei colori e per le proporzioni.

## Storia
Venne disegnata per rappresentare le popolazioni nazionaliste cattoliche (verde) e unioniste protestanti (arancione) dell'Isola di Irlanda, che vivono assieme in pace, pace che è rappresentata dal bianco (il tricolore francese ha un simbolismo simile).
Contrariamente al mito comunque, questa non fu la bandiera della Sollevazione di Pasqua, che era in realtà una bandiera verde con le parole "Irish Republic" (Repubblica Irlandese) scritte in arancio, con un'ombreggiatura bianca (tale bandiera è esposta nella sezione di Kildare Street del Museo Nazionale di Dublino).
Il tricolore venne utilizzato nella rivolta come bandiera della Compagnia E, e venne sventolato sopra il General Post Office di Dublino, che era il quartier generale dei capi della rivolta. Contrariamente alla bandiera ufficiale, il tricolore della Compagnia E fece presa sull'immaginazione pubblica e divenne de facto la bandiera della Repubblica irlandese (1919-22).
La bandiera venne adottata come bandiera nazionale dello Stato Libero Irlandese nel 1922. Quando lo Stato Libero venne rinominato in Éire, nel 1937, la costituzione (Bunreacht na hÉireann) gli diede valore costituzionale. Da allora è rimasta la bandiera della Repubblica d'Irlanda.

## Forma e colori
Per quanto riguarda la bandiera nazionale dell'Irlanda, la Costituzione irlandese afferma semplicemente nell'articolo 7:
La bandiera nazionale è il tricolore verde, bianco e arancione.
Il Dipartimento del Taoiseach ha emanato delle linee guida che stabiliscono che la bandiera deve essere di forma rettangolare, la sua lunghezza deve essere il doppio della sua larghezza e i tre colori –  verde, bianco e arancione – devono essere di uguali dimensioni e disposti verticalmente.  La bandiera dovrebbe normalmente essere esposta su un pennone, con il colore verde posizionato accanto al pennone stesso, all'altezza dell'issata. 
I colori della bandiera stabiliti dal Dipartimento del Taoiseach dal 2001 sono:
| Schema          | Verde     | Bianco      | Arancione  |
| --------------- | --------- | ----------- | ---------- |
| Pantone         | 347 U     | Sicuro      | 151 U      |
| Terza esagonale | #169B62   | #FFFFFF     | #FF883E    |
| RGB             | 22–155–98 | 255–255–255 | 255–136–62 |
| Quadricromia    | 71–0–72–0 | 0–0–0–0     | 0–43–91–0  |

## Uso
La bandiera nazionale viene sventolata sopra:
- Áras an Uachtaráin (la residenza del Presidente della Repubblica);
- Leinster House (la sede del parlamento irlandese) quando il parlamento è in seduta;
- Le corti irlandesi e gli edifici statali.
- Sul General Post Office di Dublino perennemente.

Viene inoltre avvolta attorno alle bare di:
- presidenti ed ex-presidenti Irlandesi
- soldati e poliziotti uccisi in servizio
- altre personalità.

Ai funerali di stato accordati a patrioti irlandesi come Sir Roger Casement (1965), Kevin Barry (2000) e altri, la bandiera nazionale venne avvolta attorno alle loro bare in segno di rispetto e onore.
Gli irlandesi sono molto attaccati alla loro bandiera, e non esitano ad esporla spesso, considerandola un simbolo di libertà e di identità propria più che di un antico impero.

## Il tricolore e l'Irlanda
Ironicamente, il simbolismo principale della bandiera (unità e rispetto tra nazionalisti, verde, e unionisti, arancio) non è diventato una realtà. Nell'Atto del Governo d'Irlanda del 1920, l'Irlanda venne divisa, con il nord-est a maggioranza unionista che divenne l'Irlanda del Nord. L'Irlanda del Nord, attraverso un meccanismo fornito dalle sezioni 11 e 15 del trattato anglo-irlandese scelse di non unirsi allo Stato Libero Irlandese, ma di rimanere parte del Regno Unito. Lo Stato nordirlandese utilizza la Union Flag britannica e la bandiera detta 'Mano rossa dell'Ulster' (con una corona sovrapposta a una stella a sei punte) come simbolo dello Stato.
Il simbolismo del tricolore irlandese, a quanto si dice, è stato minato dall'utilizzo che ne è stato fatto da alcuni repubblicani irlandesi che lo usarono per onorare ai loro funerali i membri dell'IRA che avevano ucciso degli appartenenti alla comunità unionista, piazzandolo sopra le loro bare. I visitatori dell'Irlanda del Nord sono spesso colpiti dai simboli usati provocatoriamente da entrambe le parti per "marcare il loro territorio" e provocare gli avversari. I bordi dei marciapiedi nelle zone unioniste e lealiste sono dipinti in rosso, bianco e blu, i colori della Union Flag, mentre nelle zone nazionaliste e repubblicane sono dipinti in verde, bianco e oro - per evitare di usare la parola arancio (orange) che fa riferimento agli unionisti. Elementi di entrambe le comunità sventolano le loro bandiere dalle ciminiere e dagli edifici più alti.
I nazionalisti della Repubblica d'Irlanda si sono spesso lamentati per tale uso della bandiera nazionale. In particolare, il suo utilizzo da parte del Sinn Féin, un partito repubblicano, ai conteggi elettorali delle elezioni generali irlandesi del 2002, per celebrare trionfalmente la propria vittoria elettorale, provocò notevoli commenti e critiche sulla stampa e sui media irlandesi. Il partito e i suoi membri vennero accusati di mostrare "una sfacciata mancanza di rispetto" per la bandiera nazionale.
Con l'accordo di Belfast, sono state introdotte disposizioni per la "parità di stima" con cui i simboli vengono utilizzati nell'Irlanda del Nord. la bandiera britannica non viene più sventolata sugli edifici del parlamento e sugli uffici statali, ad eccezione di un limitato numero di "giorni particolari" (ad esempio quello che onora il compleanno del re Carlo III), e il Lord Mayor di Belfast mostra entrambe le bandiere nel suo ufficio. In aggiunta, un nuovo e neutrale distintivo della polizia è stato adottato per il Servizio di Polizia dell'Irlanda del Nord. Nel tempo, ci si aspetta che entrambe le comunità diventino più tolleranti dei rispettivi simboli e bandiere, permettendo al tricolore di essere utilizzato in Irlanda del Nord più liberamente di quanto non avvenga attualmente.

## Altre bandiere irlandesi

### Bandiera di San Patrizio
Prima dell'attuale tricolore verde-bianco-arancione e, quindi, dell'indipendenza della Repubblica d'Irlanda, due bandiere vennero usate per rappresentare l'Irlanda unita.

La decusse di San Patrizio, spesso utilizzata per rappresentare l’Irlanda del Nord.

Quella ufficiale, adottata nel 1783, era la decusse di San Patrizio (St.Patrick's Saltire o cross), consistente di un drappo bianco con una croce di Sant'Andrea rossa, già simbolo dell'Ordine di San Patrizio. Tale bandiera fu inoltre inserita nel 1801 nell'attuale Union Flag britannica, anche se in Irlanda non ricevette mai molto seguito: gli irlandesi poco si identificavano in una creazione britannica.
La bandiera richiama senza troppe difficoltà la bandiera scozzese e fu quasi sicuramente ispirata dal simbolo della famiglia dei Fitzgerald, conti di Kildare. Già nel 1601, una mappa della Battaglia di Kinsale mostrava una coalizione ispanico-irlandese sotto una bandiera simile, mentre successivamente apparve per un certo lasso di tempo nello stemma del Trinity College di Dublino.
Oggi la bandiera di San Patrizio è usata pochissimo e non ha alcuna valenza ufficiale: viene sventolata molto raramente talvolta nel Nord Irlanda come bandiera apolitica, mentre è stata adottata dal Nuovo Servizio di Polizia Nord Irlandese. Nella Repubblica è stata fatta propria dal Movimento Riformista.
La bandiera dell'Alabama negli Stati Uniti è pressoché identica alla decusse di San Patrizio.

### Altre bandiere ufficiali e regionali

#### Insegna presidenziale
| Bandiera | Periodo | Uso                   | Descrizione                 |
| -------- | ------- | --------------------- | --------------------------- |
|          | 1945 -  | Insegna presidenziale | Un'arpa dorata su campo blu |

#### Bandiere provinciali
| Bandiera | Periodo | Uso                             | Descrizione |
| -------- | ------- | ------------------------------- | --- |
|          |         | Bandiera delle quattro Province | I quattro quadranti rappresentano le province, con gli stemmi di Ulster (basso a sinistra), Munster (alto a sinistra), Connacht (alto a destra) e Leinster (basso a destra) |
|          |         | Bandiera dell'Ulster            | Croce rossa su campo giallo (dallo stemma del colonizzatore normanno, John de Courcy), con al centro scudo bianco e all'interno una mano rossa                              |
|          |         | Bandiera del Leinster           | Arpa d'oro su campo verde |
|          |         | Bandiera del Connacht           | Bandiera a metà bianco-blu con metà aquila a sinistra e metà braccio che brandisce una spada a destra                                                                       |
|          |         | Bandiera del Munster            | Campo blu con tre corone dorate |

#### Bandiere militari
| Bandiera | Periodo | Uso                   | Descrizione                                                                                              |
| -------- | ------- | --------------------- | --- |
|          |         | Bandiera di bompresso | Arpa d'oro su campo verde (fu usata anche per rappresentare l'Irlanda unita sotto il dominio britannico) |

#### Bandiere storiche
| Bandiera | Periodo                               | Uso                                                             | Descrizione |
| -------- | ------------------------------------- | --------------------------------------------------------------- | --- |
|          | 1542 - 1801                           | Stendardo reale d'Irlanda                                       | Arpa d'oro su campo blu |
|          | 1783 - 1922                           | Bandiera di San Patrizio                                        | Croce di Sant'Andrea rossa su campo bianco                                                                                      |
|          | 1801 - 1922                           | Union Flag, bandiera del Regno Unito di Gran Bretagna e Irlanda | Una sovrapposizione della Bandiera inglese, di quella scozzese, e della bandiera di San Patrizio                                |
|          | Bandiera storica, attualmente desueta | Bandiera del Lord Lieutenant of Ireland                         | Una Union Flag con al centro un'arpa d'oro su scudo blu                                                                         |
|          | Bandiera storica, attualmente desueta | Green Ensign                                                    | Bandiera storica, attualmente desueta                                                                                           |
|          |                                       | Bandiera della Rivolta di Pasqua                                | La bandiera sventolata dalle forze ribelli dal GPO di Dublino, completamente verde con la scritta bianco-arancio Irish Republic |